# Morey
Morey là một xã ở tỉnh Saône-et-Loire, Pháp. 
Morey thuộc vùng hành chính Bourgogne. Xã này nằm ở các đồi bao quanh sông Dheune và Canal Du Centre. Ngoài làng chính, xã này còn có các làn Morey:
- Fangey-le-bas
- Fangey-le-haut
- Baugey
- Nuit

Các xã giáp ranh;à: Châtel-Moron, Essertenne, Villeneuve-en-Montagne, Saint-Bérain-sur-Dheune, Saint-Julien-sur-Dheune.